# Lophiostoma rugulosum
Lophiostoma rugulosum är en svampart som beskrevs av Yin. Zhang, J. Fourn. & K.D. Hyde 2009. Lophiostoma rugulosum ingår i släktet Lophiostoma och familjen Lophiostomataceae.   Inga underarter finns listade i Catalogue of Life.